# برناردو ديل كابريو
برناردو ديل كابريو (بالإسبانية: Bernardo del Carpio)‏ هو شخصية أسطورية من العصور الوسطى من مملكة أستورياس، ويمكن مقارنته ببطل شبه الجزيرة الإيبيرية الأسطوري إل سيد. وهو ابن غير شرعي لأميرة وشقيقة ملك أوبيدو ألفونسو الثاني والتي تحمل اسم خيمينا وكونت سالدانيا، سانشو دياث. وهزم شارلمان، ملك الفرنجة من سلالة الكارولينجيين في معركة رونثيسفيلس الثانية عام 808. ودافع عن صفته التاريخية، والتي أنكرها معظم مؤرخي العصور الوسطى، المؤرخ الأستوري بيثنتي خوسيه جونثاليث جارثيا، مستندًا إلى أن إنكار وجوده اعتمد فقط على الخلط بين معركة رونثيسفيلس الأولى عام 778 والتالية لها عام 808، وأن مشاركة برناردو بها لم يكن لها أي أساس من الصحة.